# Слэк, Чарльз
Чарльз Роджер Слэк (англ. Charles Roger Slack; 1937) — британский биохимик и физиолог растений.
Изучал биохимию в университете Ноттингема, который окончил в 1962 году, получив диплом бакалавра. С 1962 года работал биохимиком в Plant Research Center Colonial Sugar Rifining Co. Ltd. в Брисбене (Австралия). В 1970 году был назначен заведующим кафедрой биохимии, а в 1984 году — заведующим отделом физиологии культурных растений и директором
Отдела научных и промышленных исследований Новой Зеландии (DSIR).
Начиная с 1989 года Слэк работал как старший научный сотрудник в институте DSIR Crop & Food Research в Палмерстон-Норт, новая Зеландия. В 2000 году он покинул институт и вышел на пенсию.
По состоянию на текущий момент проживает в Палмерстон-Норт.
Слэк совместно с Маршаллом Хэтчем расшифровал С4-путь фотосинтеза,
который поэтому называют цикл Хэтча-Слэка.
Помимо этого он также занимался изучением синтеза полиненасыщенных жирных кислот в растениях.

## Членства и награды
В 1981 году получил Премию Ранка.
С 1983 года член Королевского общества Новой Зеландии
С 1989 года член Лондонского королевского общества.
Сообщество биологов растений Новой Зеландии назвало в честь учёного награду (Roger Slack Award in Plant Biology), которая начиная с 2001 года вручается членам этого общества за выдающиеся заслуги в изучении биологии растений.